# Ernst Eklund

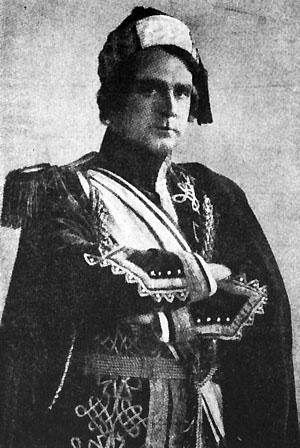
Ernst Eklund som Stauros i operetten Furstebarnet på Oscarsteatern 1913

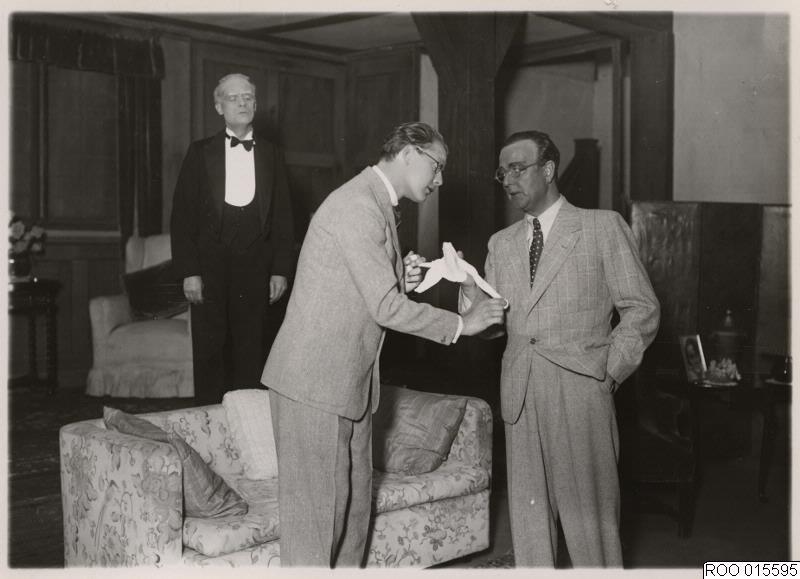
Från vänster: Bertil Ehrenmark, Björn Berglund, Ernst Eklund.

Ernst Olof Eklund, född 6 augusti 1882 i Gästbo, Östervåla socken, Uppland, död 3 augusti 1971 i Bromma, var en svensk teaterchef, skådespelare och regissör. 

## Biografi
Eklund var först posttjänsteman och verkade som sådan från 1903 men började spela amatörteater när han tjänstgjorde i Gävle. 
År 1908 debuterade han som sångare men övergick 1910 till att arbeta som skådespelare. 1917 kom han till Blancheteatern och blev också dess chef. Under sin karriär var han chef för sex olika privatteatrar, Blancheteatern 1917–1926, Komediteatern 1923–1938, Konserthusteatern 1926–1927 Skansenteatern 1934–1940 Oscarsteatern 1938–1941 och Lisebergsteatern i Göteborg 1947–1956. Han debuterade på film 1914 i Victor Sjöströms Strejken. 
Han gifte sig 1919 med Alice Uddgren och blev far till skådespelaren Nils Eklund och museimannen, konstkritikern och författaren Hans Eklund. Ernst och Alice Eklund var ett av sin samtids mest populära kändispar som både spelade mot varandra och drev teater sida vid sida i många år. De var först med att introducera Bertolt Brecht i Sverige; redan 1929 satte paret upp Tolvskillingsoperan, Alice spelade Polly och Ernst Mackie Kniven samt regisserade.

## Teater

### Roller (ej komplett)
| År   | Roll                      | Produktion                                                               | Regi               | Teater                                              |
| ---- | ------------------------- | ------------------------------------------------------------------------ | ------------------ | --------------------------------------------------- |
| 1911 | Baron Örnsköld            | Unge greven Knut Michaelson                                              | Knut Michaelson    | Intima teatern                                      |
| 1912 | Mercurius                 | Kärlek utan strumpor Johan Herman Wessel                                 |                    | Intima teatern                                      |
| 1912 |                           | Aftonstjärnan Hjalmar Söderberg                                          |                    | Intima teatern                                      |
| 1912 |                           | I sista stund Helena Nyblom                                              | Emil Grandinson    | Intima teatern                                      |
| 1912 | Verner Hagen              | 4711 Algot Sandberg                                                      | Knut Nyblom        | Vasateatern                                         |
| 1913 | Alf Lindén                | En äkta man Karl Hedberg                                                 |                    | Vasateatern                                         |
| 1913 | Stauros                   | Furstebarnet Franz Lehár                                                 |                    | Oscarsteatern                                       |
| 1913 | Rippi Turner              | Som man är klädd... Gábor Drégely                                        | Knut Nyblom        | Vasateatern                                         |
| 1921 | Victor Michajlovitj       | Det levande liket Lev Tolstoj                                            | Alexander Moissi   | Blancheteatern                                      |
| 1921 | Robert Plancard           | Kammarfrun Félix Gandéra                                                 | Ernst Eklund       | Blancheteatern                                      |
| 1922 | Doktor Schön              | Lulu Frank Wedekind                                                      | Maria Orska        | Blancheteatern                                      |
| 1923 | Bob Adams                 | Din nästas fästmö (Just Married) Adelaide Matthews och Ann Nichols       |                    | Blancheteatern/ Djurgårdsteatern                    |
| 1923 | George Comway             | Öster om Suez W. Somerset Maugham                                        | Ernst Eklund       | Komediteatern                                       |
| 1923 |                           | Hjärter är trumf Félix Gandéra                                           | Ernst Eklund       | Komediteatern                                       |
| 1924 | Reginald Carter           | Reggies bröllop Edward Salisbury Field                                   | Ernst Eklund       | Blancheteatern                                      |
| 1924 |                           | Kammarfrun Félix Gandéra                                                 |                    | Blancheteatern                                      |
| 1924 | Fredrik I                 | Kungens amour Brita von Horn                                             | Mathias Taube      | Komediteatern                                       |
| 1926 | Kammarjunkaren            | Hans majestät får vänta Oscar Rydqvist                                   | Einar Fröberg      | Komediteatern                                       |
| 1927 | Steven Lee                | Guldgrävare Avery Hopwood                                                | Ernst Eklund       | Djurgårdsteatern                                    |
| 1927 | Lomond, polisläkare       | Mysteriet Milton Edgar Wallace                                           | Ernst Eklund       | Komediteatern                                       |
| 1927 | Kammarjunkaren            | Hans majestät får vänta Oscar Rydqvist                                   | Einar Fröberg      | Komediteatern                                       |
| 1928 | Signor Ponza              | Alla ha rätt Luigi Pirandello                                            | Ernst Eklund       | Komediteatern                                       |
| 1928 | Alquines                  | Den fångna Édouard Bourdet                                               | Ernst Eklund       | Komediteatern                                       |
| 1928 | Doktor Mansen             | Mördaren Hildur Dixelius                                                 | Ernst Eklund       | Komediteatern                                       |
| 1929 | Mackie Kniven             | Tolvskillingsoperan Bertolt Brecht och Kurt Weill                        | Ernst Eklund       | Komediteatern                                       |
| 1930 | Lord Tidmouth             | God morgon, Bill P.G. Wodehouse och Ladislaus Fodor                      | Gösta Cederlund    | Komediteatern                                       |
| 1931 | Lanskoj                   | Lilla Katarina (La Petite Catherine) Alfred Savoir                       | Ernst Eklund       | Komediteatern                                       |
| 1934 | General Mikhail Ouratieff | Tovaritch Jacques Deval                                                  | Ernst Eklund       | Komediteatern                                       |
| 1935 | Steven Gaye               | Tonvikt på ungdomen Samson Raphaelson                                    | Ernst Eklund       | Komediteatern                                       |
| 1935 | Doktor Raub               | Natt över havet Harry Blomberg                                           | Ernst Eklund       | Komediteatern                                       |
| 1937 | Hector Dupont-Villiers    | Timmen H Pierre Chaine                                                   | Ernst Eklund       | Komediteatern                                       |
| 1938 | Mackie Kniven             | Tolvskillingsoperan (Die Dreigroschenoper) Bertolt Brecht och Kurt Weill | Ernst Eklund       | Oscarsteatern                                       |
| 1939 |                           | Celeber skilsmässa Gilbert Wakefield                                     | Ernst Eklund       | Oscarsteatern                                       |
| 1939 | Napoleon                  | Madame Sans Gêne Victorien Sardou och Émile Moreau                       | Olof Molander      | Oscarsteatern                                       |
| 1940 | Baron von Ulrich          | Fröken kyrkråtta (A templom egére) Ladislas Fodor och Ludvig Schinseder  | Ernst Eklund       | Oscarsteatern                                       |
| 1940 |                           | Trettio sekunder kärlek Aldo De Benedetti                                | Ernst Eklund       | Oscarsteatern                                       |
| 1940 |                           | Älskar du mig? Arthur Macrae                                             | Ernst Eklund       | Oscarsteatern                                       |
| 1940 |                           | Susan älskar alla Rachel Crothers                                        | Ernst Eklund       | Oscarsteatern                                       |
| 1943 | Maurice Fleurville        | Jag är sjutton år Paul Vandenberghe                                      | Harry Roeck-Hansen | Blancheteatern                                      |
| 1943 | Horace                    | De små rävarna Lillian Hellman                                           | Harry Roeck-Hansen | Blancheteatern                                      |
| 1945 | Sir John Fletcher         | Olivia Terence Rattigan                                                  | Ernst Eklund       | Vasateatern                                         |
| 1947 | Martin Luther Cooper      | Röd i det blå Zoë Akins                                                  | Ernst Eklund       | Vasateatern                                         |
| 1947 | Pehr Wahrman              | Han träffas inte här Gustaf Hellström                                    | Ernst Eklund       | Blancheteatern Senare flyttad till Lisebergsteatern |
| 1948 | William Tower             | Jane W. Somerset Maugham                                                 | Ernst Eklund       | Vasateatern Även turné                              |
| 1950 | Sir Joseph Pitts          | Dafne James Bridie                                                       | Ernst Eklund       | Vasateatern                                         |
| 1951 |                           | Loulou (Le Prince d'Aquitaine) Marcel Thiébaut                           | Ernst Eklund       | Lisebergsteatern                                    |
| 1951 | Rolf Swedenhielm senior   | Swedenhielms Hjalmar Bergman                                             | Harry Roeck-Hansen | Blancheteatern                                      |
| 1955 | Horace Vandergelder       | Äktenskapsmäklerskan Thornton Wilder                                     | Per Gerhard        | Intiman                                             |
| 1955 | Jimmy Broadbent           | Vad vet mamma om kärlek William Douglas-Home                             | Per Gerhard        | Intiman                                             |
| 1961 | Koichi Asano              | Mamma San Leonard Spigelgass                                             | Gustaf Molander    | Vasateatern                                         |

- Octavius i Antonius och Kleopatra
- Engstrand i Gengångare
- Turman i Geografi och Kärlek
- Prior i Till främmande hamn

### Regi (ej komplett)
| År   | Produktion                                       | Upphovsmän                                                           | Teater                                              |
| ---- | ------------------------------------------------ | -------------------------------------------------------------------- | --------------------------------------------------- |
| 1922 | Madame Sherry                                    | Hugo Felix, Maurice Ordonneau, Benno Jacobson                        | Blancheteatern                                      |
| 1923 | Öster om Suez                                    | W. Somerset Maugham                                                  | Komediteatern                                       |
| 1923 | Hjärter är trumf                                 | Félix Gandéra                                                        | Komediteatern                                       |
| 1924 | Reggies bröllop                                  | Edward Salisbury Field                                               | Blancheteatern                                      |
| 1924 | Portieren på Maxim                               | Yves Mirande, Gustave Quinson och Henri Geroule                      | Blancheteatern                                      |
| 1924 | Kammarfrun                                       | Felix Gandera                                                        | Blancheteatern                                      |
| 1925 | Till främmande hamn Outward Bound                | Sutton Vane                                                          | Komediteatern                                       |
| 1925 | En sensation hos Mrs Beam At Mrs. Beam's         | Charles Kirkpatrick Munro Översättning Einar Fröberg                 | Blancheteatern                                      |
| 1925 | Var har du varit i natt?                         | André Birabeau och Jean Guitton                                      | Komediteatern                                       |
| 1926 | Den gröna hatten                                 | Michael Arlen                                                        | Komediteatern                                       |
| 1926 | Fröken Julie                                     | August Strindberg                                                    | Komediteatern                                       |
| 1927 | Kiki                                             | André Picard                                                         | Komediteatern                                       |
| 1927 | Guldgrävare                                      | Avery Hopwood                                                        | Djurgårdsteatern                                    |
| 1927 | Dover-Calais                                     | Julius Berstl                                                        | Komediteatern                                       |
| 1927 | Mysteriet Milton The Ringer                      | Edgar Wallace                                                        | Komediteatern                                       |
| 1928 | Alla ha rätt Così é (se va pare)                 | Luigi Pirandello Översättning Nils Agrell                            | Komediteatern                                       |
| 1928 | Den fångna La prisonnière                        | Édouard Bourdet                                                      | Komediteatern                                       |
| 1928 | Du skall ta mig Tu m'epousseras                  | Louis Verneuil                                                       | Komediteatern                                       |
| 1928 | Sista slöjan                                     | G.W. Wheatley                                                        | Komediteatern                                       |
| 1928 | Republiken befaller                              | Rudolf Lothar och Fritz Gottwald                                     | Komediteatern                                       |
| 1928 | Mysteriet Milton The Ringer                      | Edgar Wallace                                                        | Komediteatern                                       |
| 1928 | Mördaren                                         | Hildur Dixelius                                                      | Komediteatern                                       |
| 1929 | Fröken kyrkråtta A templom egére                 | Ladislas Fodor och Ludvig Schinseder                                 | Komediteatern                                       |
| 1929 | Tolvskillingsoperan Die Dreigroschen Oper        | Bertolt Brecht och Kurt Weill                                        | Komediteatern                                       |
| 1930 | Det enda rätta                                   | Fjodor Tserenkov                                                     | Komediteatern                                       |
| 1930 | Han                                              | Alfred Savoir                                                        | Komediteatern                                       |
| 1930 | Frun har ledigt                                  | Paul Armont och Marcel Gerbidon                                      | Komediteatern                                       |
| 1931 | Till främmande hamn Outward Bound                | Sutton Vane                                                          | Komediteatern                                       |
| 1931 | Guldpennan                                       | Ladislaus Fodor                                                      | Komediteatern                                       |
| 1931 | Det fattas en man Il manquait un homme           | Félix Gandéra                                                        | Komediteatern                                       |
| 1931 | Världens vackraste ögon                          | Jean Sarment                                                         | Komediteatern                                       |
| 1931 | Lilla Katarina La Petite Catherine               | Alfred Savoir Översättning Elsa Thulin                               | Komediteatern                                       |
| 1932 | Kärlek undanbedes                                | Wilhelm Sterk                                                        | Komediteatern                                       |
| 1932 | En man för mig                                   | Leo Lenz                                                             | Komediteatern                                       |
| 1932 | Tolvskillingsoperan Die Dreigroschen Oper        | Bertolt Brecht och Kurt Weill                                        | Komediteatern                                       |
| 1932 | I begynnelsen var ordet Ordet                    | Kaj Munk                                                             | Komediteatern                                       |
| 1933 | Den lilla butiken Penz nem minden                | Ladislaus Bus-Fekete                                                 | Komediteatern                                       |
| 1933 | Celebert bröllop Da stimmt was nicht             | Franz Arnold                                                         | Komediteatern                                       |
| 1934 | Koppla av                                        | Erich Ebermayer                                                      | Arne Lydén Komediteatern                            |
| 1934 | Bröllopet på Ulfåsa                              | Frans Hedberg                                                        | Skansens friluftsteater                             |
| 1934 | Bröllopet på Ulfåsa                              | Frans Hedberg                                                        | Komediteatern                                       |
| 1934 | Tovaritch                                        | Jacques Deval                                                        | Komediteatern                                       |
| 1935 | Tonvikt på ungdomen Accent On Youth              | Samson Raphaelson                                                    | Komediteatern                                       |
| 1935 | Frihetsfejden                                    | Ernst Eklund                                                         | Skansens friluftsteater                             |
| 1935 | Natt över havet                                  | Harry Blomberg                                                       | Komediteatern                                       |
| 1936 | 8 dagar i Nizza Côte d'Azur                      | André Birabeau och Georges Dolley                                    | Komediteatern                                       |
| 1936 | Kanaljer                                         | Philip Johnson                                                       | Komediteatern                                       |
| 1936 | Regina von Emmeritz                              | Zacharias Topelius                                                   | Skansens friluftsteater                             |
| 1936 | Ett dockhem Et dukkehjem                         | Henrik Ibsen                                                         | Komediteatern                                       |
| 1937 | Timmen H L'heure H                               | Pierre Chaine                                                        | Komediteatern                                       |
| 1937 | Drabanten                                        | Ernst Eklund                                                         | Skansens friluftsteater                             |
| 1937 | Grönt vatten                                     | Max Catto                                                            | Komediteatern                                       |
| 1938 | Jag känner dig inte                              | Aldo De Benedetti                                                    | Komediteatern                                       |
| 1938 | Värmlänningarna                                  | Fredrik August Dahlgren och Andreas Randel                           | Skansens friluftsteater                             |
| 1938 | Tolvskillingsoperan Die Dreigroschenoper         | Bertolt Brecht och Kurt Weill                                        | Oscarsteatern                                       |
| 1939 | Min fru från Paris                               | Jacques Deval                                                        | Oscarsteatern                                       |
| 1939 | Lyckoflickan La Mascotte                         | Edmond Audran, Alfred Duru, Henri Charles Chivot                     | Skansens friluftsteater                             |
| 1939 | Celeber skilsmässa                               | Gilbert Wakefield                                                    | Oscarsteatern                                       |
| 1940 | Trettio sekunder kärlek                          | Aldo De Benedetti                                                    | Oscarsteatern                                       |
| 1940 | Älskar du mig?                                   | Arthur Macrae                                                        | Oscarsteatern                                       |
| 1940 | Din nästas fästmö Just Married                   | Adelaide Matthews och Anne Nichols                                   | Oscarsteatern                                       |
| 1940 | Fröken kyrkråtta A templom egére                 | Ladislas Fodor och Ludvig Schinseder                                 | Oscarsteatern                                       |
| 1940 | Trettondagsafton Twelfth Night, or What You Will | William Shakespeare                                                  | Skansens friluftsteater                             |
| 1940 | Susan älskar alla                                | Rachel Crothers                                                      | Oscarsteatern                                       |
| 1941 | Egelykke                                         | Kaj Munk                                                             | Oscarsteatern                                       |
| 1945 | Olivia Love In Idleness                          | Terrence Rattigan                                                    | Vasateatern                                         |
| 1947 | Röd i det blå Plans For Tomorrow                 | Zoë Akins                                                            | Vasateatern                                         |
| 1947 | Han träffas inte här                             | Gustaf Hellström                                                     | Blancheteatern Senare flyttad till Lisebergsteatern |
| 1948 | Jane                                             | W. Somerset Maugham                                                  | Vasateatern                                         |
| 1949 | Född i går Born Yesterday                        | Garson Kanin Översättning Eva Tisell                                 | Lisebergsteatern                                    |
| 1949 | Fröjd för stunden Present laughter               | Noël Coward Översättning Eva Tisell                                  | Lisebergsteatern                                    |
| 1950 | Ung man gör visit                                | Gustaf Hellström                                                     | Blancheteatern                                      |
| 1950 | Jag älskar dig, markatta Private lives           | Noël Coward                                                          | Lisebergsteatern                                    |
| 1950 | Dafne Daphne Laureola                            | James Bridie                                                         | Vasateatern                                         |
| 1951 | En juninatt Miss Plinchby's kabale               | Kjeld Abell                                                          | Blancheteatern                                      |
| 1951 | Låt mig ta hand om dig Gather no moss            | Max Catto Översättning Herbert Wärnlöf                               | Lisebergsteatern                                    |
| 1951 | Kära Ruth Dear Ruth                              | Norman Krasna Översättning Guido Valentin                            | Lisebergsteatern                                    |
| 1951 | Loulou Le Prince d'Aquitaine                     | Marcel Thiébaut Översättning C.G. Bjurström och Tuve-Ambjörn Nyström | Lisebergsteatern                                    |
| 1952 | Himmelssängen The Fourposter                     | Jan de Hartog                                                        | Lisebergsteatern                                    |
| 1958 | Tovaritch                                        | Jacques Deval                                                        | Folkan                                              |

## Filmografi
- 1915 – Strejken
- 1919 – Jefthas dotter
- 1920 – Kärlek och björnjakt
- 1920 – En hustru till låns
- 1922 – Ödets redskap
- 1922 – Lord Saviles brott
- 1932 – En stulen vals
- 1933 – En natt på Smygeholm
- 1934 – Sången till henne
- 1934 – En stilla flirt
- 1935 – Under falsk flagg
- 1936 – Johan Ulfstjerna
- 1936 – Fröken blir piga
- 1936 – Stackars miljonärer
- 1938 – Milly, Maria och jag
- 1939 – Ombyte förnöjer
- 1941 – Hemtrevnad i kasern
- 1941 – Den ljusnande framtid
- 1941 – Fröken Kyrkråtta
- 1942 – Morgondagens melodi
- 1942 – Vi hemslavinnor
- 1942 – Jacobs stege
- 1942 – Det är min musik
- 1942 – Farliga vägar
- 1943 – Älskling, jag ger mig
- 1943 – Ungt blod
- 1943 – Flickan är ett fynd
- 1944 – Lev farligt
- 1944 – Gröna hissen
- 1945 – Maria på Kvarngården
- 1945 – Jagad
- 1946 – Brita i grosshandlarhuset
- 1946 – Kris
- 1948 – Banketten
- 1949 – Smeder på luffen
- 1951 – Dårskapens hus
- 1954 – Café Lunchrasten
- 1954 – Seger i mörker
- 1955 – Så tuktas kärleken

### TV-produktion
- 1961 – Kardinalernas middag
- 1962 – Värmlänningarna

### Regi
- 1943 – Flickan är ett fynd

### Filmmanus
- 1945 – Quartetto pazzo